# Miia (zangeres)
Mia Virik Kristensen (Kragerø, 24 november 1997), beter bekend onder de artiestennaam Miia, is een Noors zangeres. Ze nam deel aan de Noorse Melodi Grand Prix 2024 met het nummer Green Lights.

## Biografie
Miia werd geboren in het dorp Kragerø. Ze begon met het volgen van muziek in een school in Nøtterøy. Haar oom is Joachim Rygg. Op vijftienjarige leeftijd bracht ze het nummer In the Ligt of Love uit. Miaa recorde op zeventienjarige leeftijd de single Dynasty in een studio in Los Angeles. Het nummer behaalde de Billboard en werd gebruikt in een aflevering van Keeping Up with the Kardashians. In het buitenland kreeg het nummer aandacht, maar in Noorwegen werd het geen hit. Na haar middelbare school te hebben afgerond begon ze geschiedenis te studeren in Oslo. In 2018 nam Miia deel aan de muziekshow Muitte mu, uitgezonden door NRK, waarin muzikanten leerden joik te spelen. Haar debuut ep Inner Voices Speaking bracht Miia uit in november 2023.
Miia nam deel aan Melodi Grand Prix 2024 met het nummer Green Lights. Ze behaalde de finale waar ze op de zesde plaats eindigde.

## Invloeden
Miia ziet Adele, Sia en Lana Del Rey als haar grootste inspiratiebronnen.

## Discografie

### Ep's
- 2023: Inner Voices Speaking

### Singles
- 2016: Dynasty
- 2016: Sledgehammer
- 2018: Beautiful creature
- 2019: How to lose something good
- 2023: Oxide
- 2023: Skin of a fool
- 2023: Can't remember a smile
- 2023: How do I love you
- 2024: Green Lights